# ایندیم فسفید
ایندیم فسفید (به انگلیسی: Indium phosphide) با فرمول شیمیایی InP یک ترکیب شیمیایی است. که جرم مولی آن ۱۴۵٫۷۹۲ g/mol می‌باشد. شکل ظاهری این ترکیب، بلورهای دستگاه بلوری مکعبی سفید است.